# Paxsi
Paxsi est une formation en anneau d'environ 120 km de diamètre située par 5° N et 341,2° W sur le satellite Titan de la planète Saturne.
Elle a été nommée d'après la déesse aymara de la Lune, de l'éducation et du savoir.